# ドンナーの泉

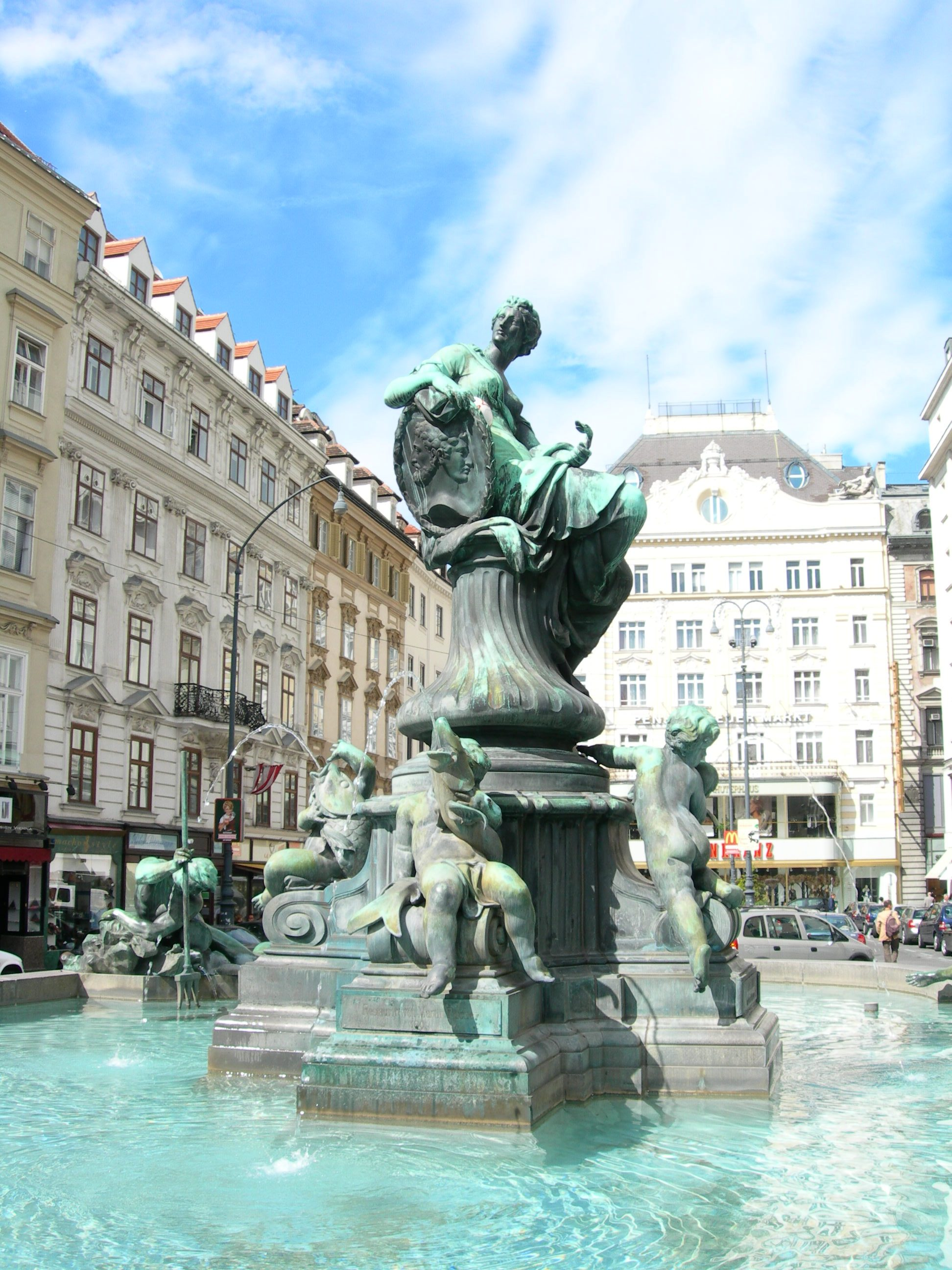
ドンナーの泉

ドンナーの泉（ドンナーのいずみ、ドイツ語: Donnerbrunnen）は、オーストリアのウィーンのノイエル・マルクトにある泉。1737年から1739年にかけてゲオルク・ラファエル・ドンナーにより作られた。